# Gona
Gona es un yacimiento arqueológico conformado por tres sitios excavados a lo largo del río Gona, un afluente del río Awash, en la provincia de Afar, Etiopía, donde se encontraron herramientas de tecnología olduvayense, que datan de por lo menos 2,52 millones de años A.P.
Las investigaciones paleoantropológicas en la región de Hadar del Valle de Awash en Etiopía1 revelaron herramientas olduvayenses en el drenaje adyacente del río Gona. El trabajo de campo en el área de estudio de Gona se llevó a cabo por un equipo dirigido por Sileshi Semaw y John W.K. Harris, entre 1992 y 1994, y dio como resultado descubrimientos arqueológicos, así como su datación radioisotópico (40Ar/39Ar) y una estratigrafía de la polaridad magnética, obteniendo fechas de forma segura, entre 2,6 y 2,52 Myr.
En 2013 se anunció el hallazgo en Gona herramientas de piedra achelenses que datan de 1,6 millones de años.